# Милутин Драговић
Милутин Драговић (1881—1945) био је истакнути политичар, народни посланик, сенатор и народни ослободилац из Јабланички округ (Лесковац).

## Биографија
Рођен је 24. марта 1881. године у Никшићу, од оца Петра и мајке Видне. Његова породица се преселила се у село Спонце 1890. године, а одатле настанила у Обилићу. Завршио је основну школу у Тулару. Једно време био је граничар „крсташ” на српско-турској граници, затим чувар државних шума у Јабланичком срезу. Као шумар стекао је велику популарност код насељеника из Херцеговине и Црне Горе. За народног посланика у Јабланичком срезу изабран је 19. маја 1908. године и био биран на свим изборима до 6. јануара 1929. Три пута је био носилац листе Народне радикалне странке за Округ врањски. Такође и као народни посланик биран је и за секретара и за потпредседника Народне скупштине у више скупштинских сазива.
Учесник је ослободилачких ратова Србије од 1912. до 1918. године. У рату са Турцима 1912. године, Драговић је окупио 80 добровољаца из Јабланице и учлествовао у борбеним окршајима на Голаку. Истакао се у Првом светском рату на Церу, Дрини и Колубари. Прешао је 1915. албанске гудуре и учествовао на Солунском фронту. У рату је унапређен у чин поручника и одликован Карађорђевом звездом са мачевима.
После Првог светског рата Драговић је био један од наисакнутијих парламентараца, један од главних људи из народа. Уживао је велико поверење династије Карађорђевић и Николе Пашића. Краљевим указом именован је 9. јануара 1932. године за сенатора. Радио је на задругарству, просвети и култури, као и економском и социјалном развоју села. Био је председник Централног одбора задругара за пољопривредни кредит.
У Другом светском рату постао је члан Централног комитета Војске у отаџбини Драже Михаиловића. Био је противник комунизма, залагао се за очување монархије. У време ослобођења Србије 1944. године отишао је у Босну, где му се губи сваки траг. Његова целокупна имовина конфискована је 1945. године.